# Internationaux de Strasbourg 2016
Internationaux de Strasbourg 2016 byl tenisový turnaj pořádaný jako součást ženského okruhu WTA Tour, který se hrál na otevřených antukových dvorcích městského areálu. Probíhal mezi 15. až 21. květnem 2016 ve francouzském Štrasburku jako třicátý ročník turnaje.
Turnaj s rozpočtem 250 000 dolarů patřil do kategorie WTA International Tournaments. Nejvýše nasazenou hráčkou ve dvouhře se stala světová osmnáctka Sara Erraniová z Itálie, kterou v úvodním kole vyřadila Portoričanka Mónica Puigová. Jako poslední přímá účastnice do dvouhry nastoupila 99. běloruská hráčka Olga Govorcovová.
Druhý singlový titul kariéry získala Francouzka Caroline Garciaová. Deblovou trofej si odvezl španělský pár Anabel Medinaová Garriguesová a Arantxa Parraová Santonjaová.

## Distribuce bodů a finančních odměn

### Distribuce bodů
| Soutěž  | vítězky | finalistky | semifinalistky | čtvrtfinalistky | 16 v kole | 32 v kole | Q  | Q3 | Q2 | Q1 |
| ------- | ------- | ---------- | -------------- | --------------- | --------- | --------- | -- | -- | -- | -- |
| dvouhra | 280     | 180        | 110            | 60              | 30        | 1         | 18 | 14 | 10 | 1  |
| čtyřhra | 280     | 180        | 110            | 60              | 1         | —         | —  | —  | —  | —  |

### Finanční odměny
| Soutěž                                | vítězky | finalistky | semifinalistky | čtvrtfinalistky | 16 v kole | 32 v kole | Q2   | Q1   |
| ------------------------------------- | ------- | ---------- | -------------- | --------------- | --------- | --------- | ---- | ---- |
| dvouhra                               | €34 677 | €17 258    | €9 274         | €4 980          | €2 742    | €1 694    | €823 | €484 |
| čtyřhra                               | €9 919  | €5 161     | €2 770         | €1 468          | €774      | —         | —    | —    |
| částky ve čtyřhře jsou uváděny na pár |         |            |                |                 |           |           |      |      |

## Ženská dvouhra

### Nasazení
| Stát                          | Hráčka                 | WTA | Nasazení |
| ----------------------------- | ---------------------- | --- | -------- |
| Itálie                        | Sara Erraniová         | 18. | 1.       |
| USA                           | Sloane Stephensová     | 21. | 2.       |
| Austrálie                     | Samantha Stosurová     | 22. | 3.       |
| Francie                       | Kristina Mladenovicová | 28. | 4.       |
| Rumunsko                      | Monica Niculescuová    | 34. | 5.       |
| Itálie                        | Camila Giorgiová       | 43. | 6.       |
| Rusko                         | Jelena Vesninová       | 47. | 7.       |
| Maďarsko                      | Tímea Babosová         | 48. | 8.       |
| Francie                       | Alizé Cornetová        | 49. | 9.       |
| Francie                       | Caroline Garciaová     | 53. | 10.      |
| Žebříček WTA k 9. květnu 2016 |                        |     |          |

### Jiné formy účasti
Následující hráčky obdržely divokou kartu do hlavní soutěže:
- Sara Erraniová
- Kristina Mladenovicová
- Pauline Parmentierová

Následující hráčky postoupily z kvalifikace:
- Lauren Davisová
- Alla Kudrjavcevová
- Alizé Limová
- Mirjana Lučićová Baroniová
- Jil Belen Teichmannová
- Sü I-fan

Následující hráčky postoupily z kvalifikace jako tzv. šťastné poražené:
- Virginie Razzanová[1]
- Shelby Rogersová[1]

### Odhlášení
před zahájením turnaje
- Darja Gavrilovová → nahradila ji Olga Govorcovová
- Camila Giorgiová → nahradila ji Shelby Rogersová
- Danka Kovinićová → nahradila ji Kurumi Naraová
- Monica Niculescuová → nahradila ji Virginie Razzanová
- Magdaléna Rybáriková → nahradila ji Jelena Vesninová
- Anna Karolína Schmiedlová → nahradila ji Donna Vekićová
- Yanina Wickmayerová → nahradila ji Zarina Dijasová
- Caroline Wozniacká → nahradila ji Sie Šu-wej

## Ženská čtyřhra

### Nasazení
| Stát                                                                      | Hráčka                     | Stát       | Hráčka                     | WTA  | Nasazení |
| ------------------------------------------------------------------------- | -------------------------- | ---------- | -------------------------- | ---- | -------- |
| Španělsko                                                                 | Anabel Medina Garriguesová | Španělsko  | Arantxa Parrao Santonjaová | 59.  | 1.       |
| Čínská Tchaj-pej                                                          | Čuang Ťia-žung             | Chorvatsko | Darija Juraková            | 81.  | 2.       |
| Argentina                                                                 | María Irigoyenová          | Čína       | Liang Čchen                | 92.  | 3.       |
| Ukrajina                                                                  | Kateryna Bondarenková      | Ukrajina   | Olga Savčuková             | 100. | 4.       |
| Žebříček WTA k 9. květnu 2016; číslo je součtem umístění obou členek páru |                            |            |                            |      |          |

### Jiné formy účasti
Následující pár obdržel divokou kartu do hlavní soutěže:
- Ema Burgićová Bucková /  Victoria Munteanová

## Přehled finále

### Ženská dvouhra
- Caroline Garciaová vs.  Mirjana Lučićová Baroniová, 6–4, 6–1

### Ženská čtyřhra
- Anabel Medinaová Garriguesová /  Arantxa Parraová Santonjaová vs.  María Irigoyenová /  Liang Čchen, 6–2, 6–0